# Naxioides robillardi
Naxioides robillardi is een krabbensoort uit de familie van de Epialtidae. De wetenschappelijke naam van de soort is voor het eerst geldig gepubliceerd in 1882 door Miers.